# Diócesis de Pueblo
La diócesis de Pueblo (en latín: Dioecesis Pueblensis y en inglés: Roman Catholic Diocese of Pueblo) es una circunscripción eclesiástica de la Iglesia católica en Estados Unidos. Se trata de una diócesis latina, sufragánea de la arquidiócesis de Denver. Desde el 15 de enero de 2014 su obispo es Stephen Jay Berg.

## Territorio y organización

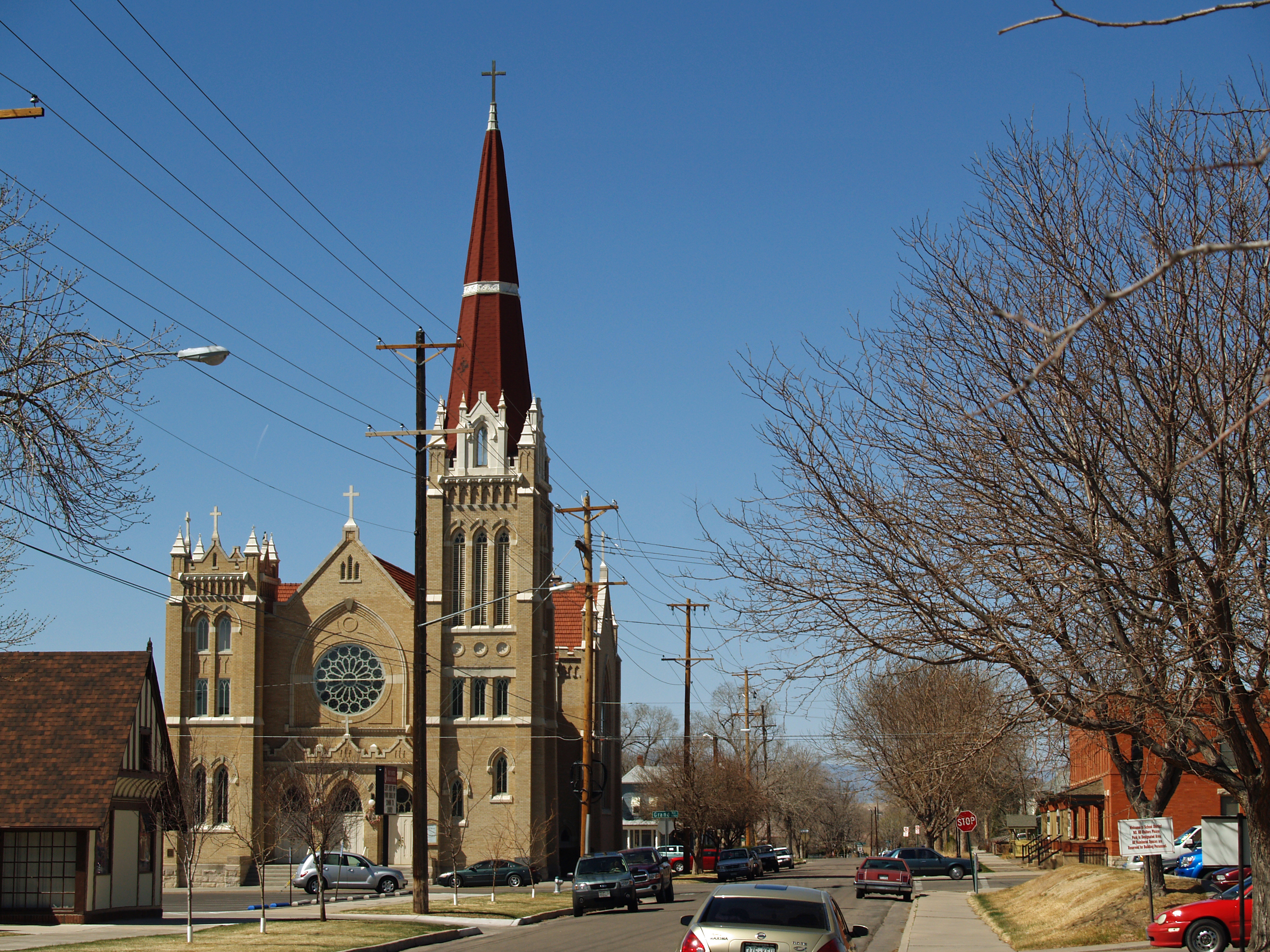
Colorado, Estados Unidos.Dirección: 414 W 11th St, Pueblo, CO 81003, Estados Unidos

La diócesis tiene 124 754 km² y extiende su jurisdicción sobre los fieles católicos de rito latino residentes en 29 condados del estado de Colorado: Alamosa, Conejos, Saguache, Rio Grande, Costilla, Mineral, Archuleta, La Plata, Montezuma, Dolores, San Juan, Hinsdale, Gunnison, Ouray, San Miguel, Montrose, Delta, Mesa, Fremont, Custer, Pueblo, Huerfano, Las Animas, Otero, Crowley, Kiowa, Bent, Prowers y Baca.
La sede de la diócesis se encuentra en la ciudad de Pueblo, en donde se halla la Catedral del Sagrado Corazón.
En 2019 en la diócesis existían 52 parroquias agrupadas en 5 decanatos: Alamosa, Durango, Grand Junction, La Junta y Pueblo.

## Historia
La diócesis fue erigida el 15 de noviembre de 1941 con la bula Ecclesiarum in catholico del papa Pío XII, obteniendo el territorio de la diócesis de Denver, que simultáneamente fue elevada a arquidiócesis metropolitana.
El 10 de noviembre de 1983 cedió una parte de su territorio para la erección de la diócesis de Colorado Springs mediante la bula Accidit quandoque del papa Juan Pablo II.

## Estadísticas
De acuerdo al Anuario Pontificio 2020 la diócesis tenía a fines de 2019 un total de 188 135 fieles bautizados.
| Año                                                                             | Población            | Población | Población      | Sacerdotes | Sacerdotes    | Sacerdotes    | Bautizados por sacerdote | Diáconos permanentes | Religiosos | Religiosos | Parroquias |
| Año                                                                             | Bautizados católicos | Total     | % de católicos | Total      | Clero secular | Clero regular | Bautizados por sacerdote | Diáconos permanentes | Varones    | Mujeres    | Parroquias |
| ------------------------------------------------------------------------------- | -------------------- | --------- | -------------- | ---------- | ------------- | ------------- | ------------------------ | -------------------- | ---------- | ---------- | ---------- |
| 1950                                                                            | 89 397               | 367 724   | 24.3           | 121        | 60            | 61            | 738                      |                      | 56         | 319        | 44         |
| 1966                                                                            | 113 542              | 400 362   | 28.4           | 156        | 83            | 73            | 727                      |                      | 87         | 367        | 61         |
| 1970                                                                            | 102 190              | 421 838   | 24.2           | 153        | 80            | 73            | 667                      |                      | 97         | 349        | 61         |
| 1976                                                                            | 96 505               | 396 708   | 24.3           | 136        | 78            | 58            | 709                      | 2                    | 70         | 220        | 60         |
| 1980                                                                            | 101 706              | 409 000   | 24.9           | 131        | 80            | 51            | 776                      | 3                    | 103        | 221        | 60         |
| 1990                                                                            | 90 626               | 505 350   | 17.9           | 124        | 75            | 49            | 730                      | 5                    | 61         | 141        | 57         |
| 1999                                                                            | 107 723              | 600 000   | 18.0           | 101        | 72            | 29            | 1066                     | 12                   | 10         | 102        | 53         |
| 2000                                                                            | 108 153              | 601 000   | 18.0           | 87         | 55            | 32            | 1243                     | 15                   | 47         | 100        | 55         |
| 2001                                                                            | 109 000              | 601 000   | 18.1           | 85         | 56            | 29            | 1282                     | 25                   | 41         | 111        | 52         |
| 2002                                                                            | 110 300              | 600 000   | 18.4           | 86         | 56            | 30            | 1282                     | 27                   | 51         | 104        | 52         |
| 2003                                                                            | 110 000              | 601 000   | 18.3           | 84         | 57            | 27            | 1309                     | 30                   | 37         | 91         | 52         |
| 2004                                                                            | 110 200              | 601 000   | 18.3           | 105        | 73            | 32            | 1049                     | 29                   | 37         | 96         | 53         |
| 2013                                                                            | 128 900              | 667 714   | 19.3           | 85         | 69            | 16            | 1516                     | 48                   | 17         | 43         | 52         |
| 2016                                                                            | 174 507              | 668 712   | 26.1           | 68         | 52            | 16            | 2566                     | 55                   | 17         | 56         | 52         |
| 2019                                                                            | 188 135              | 686 352   | 27.4           | 68         | 49            | 19            | 2766                     | 54                   | 19         | 21         | 52         |
| Fuente: Catholic-Hierarchy, que a su vez toma los datos del Anuario Pontificio. |                      |           |                |            |               |               |                          |                      |            |            |            |

## Episcopologio
- Joseph Clement Willging † (6 de diciembre de 1941-3 de marzo de 1959 falleció)
- Charles Albert Buswell † (8 de agosto de 1959-19 de septiembre de 1979 renunció)
- Arthur Nicholas Tafoya † (1 de julio de 1980-15 de octubre de 2009 retirado)
- Fernando Isern (15 de octubre de 2009-13 de junio de 2013 renunció)[4]
- Stephen Jay Berg, desde el 15 de enero de 2014